# Stratiodrilus haswelli
Stratiodrilus haswelli är en ringmaskart som beskrevs av Harrison 1928. Stratiodrilus haswelli ingår i släktet Stratiodrilus och familjen Histriobdellidae. Inga underarter finns listade i Catalogue of Life.